# Anders Tamminen
Anders Fredrik „Antti” Tamminen (ur. 17 lipca 1883 w Wyborgu, zm. 12 lipca 1971 w Helsinkach) — gimnastyk reprezentujący Finlandię, olimpijczyk.
Uczestniczył w rywalizacji na V Igrzyskach Olimpijskich rozgrywanych w Sztokholmie w 1912 roku. Startował tam w jednej konkurencji gimnastycznej – w wieloboju indywidualnym. W łącznej klasyfikacji zajął trzydzieste siódme miejsce, zdobywając 90,50 punktu. 